# Khalil (cantor)
Khalil Amir Sharieff, conhecido pelo primeiro nome Khalil (Sacramento, Califórnia, 22 de novembro de 1994), é um cantor e dançarino estadunidense de R&B contemporâneo e Hip hop. Em 2008, com 13 anos, Khalil assinou com a Def Jam Recordings , seu álbum de estreia estava programado para ser lançado no primeiro trimestre de 2012 mais antes disso em 2011 rompeu com a gravadora. E em 2014 retornou á gravadora  para lançar seu projeto intitulado como A Long Story Short. No mesmo ano Khalil rompeu novamente com a gravadora. Em 2015 assinou com a gravadora de Sean Kingston onde ficou um curto período de tempo, hoje é um um artista totalmente independente.[carece de fontes?]

Khalil é mais conhecido por sua associação com Justin Bieber.

## Início de vida
Khalil é filho de pais separados, sua mãe o entregou com 3 meses de vida á uma família adotiva na qual ele conviveu até os 12 anos, ele afirmou em uma entrevista que a mãe sofria de bipolaridade e que nunca conheceu o pai. No inicio de sua adolescência foi criado por sua tia Cass, ela que descobriu a vocação de Khalil para cantar depois de ouvi-lo cantando ao redor da casa onde moravam em Vegas e o incentivou a postar um vídeo para que os amigos pudessem ver, mas pelo acaso o executivo Kevin Wales viu o vídeo postado por Khalil, cantando Michael Jackson e algumas semanas depois o apresentou aos diretores e produtores da Island Def Jam Recordings, fazendo uma audição em NY diretamente com L.A. Reid, após o encontro Khalil assinou com a gravadora de imediato. 
Aos 17 anos Khalil novamente troca de família adotiva indo morar no centro de LA com os Saucedos, em busca de seu sonho com a música, Khalil se torna um dos melhores amigos de Justin bieber. 

## Carreira
Ele foi assinado em 2008 por L.A. Reid para a Def Jam Recordings.[carece de fontes?]
Khalil faz parcerias em três canções na mixtape "The Golden Child" de Lil Twist. Ele fez uma mixtape de colaboração com Lil Twist chamado "3 Weeks in Miami" que foi lançado em 15 de fevereiro de 2012.
Em 30 de Junho de 2013, Khalil estreou seu vídeo "Stars" no VEVO.
Khalil divulgou um vídeo no YouTube intitulado "A Long Story Short" que mostrou-lhe trabalhar em material em um estúdio. Em 2014 foi revelado a volta de Khalil para a gravadora Island Def Jam Recordings, dando continuidade para a tão esperada finalização do EP “A Long Story Short” lançada em 28 de Agosto de 2014.
Em 04 de Agosto de 2017 Khalil lançou seu primeiro álbum de estúdio Prove It All.

## Questões legais
Em 23 de janeiro de 2014, Khalil foi preso por dirigir sob o efeito do álcool em Miami Beach ao competir em um racha em uma Ferrari com Justin Bieber.

## Discografia

### Álbuns de estúdio
| Ano                 | Detalhes                                             | Notas                         |
| ------------------- | ---------------------------------------------------- | ----------------------------- |
| 2012 2012 2014 2017 | TBA 3 Weeks in Miami A long Story Short Prove It All | Cancelado Mixtape Ep EP Album |

### Singles
| Título                               | Melhor posição nas paradas musicais | Melhor posição nas paradas musicais | Álbum                 |
| Título                               | Mainstream Top 40                   | US R&B                              | Álbum                 |
| ------------------------------------ | ----------------------------------- | ----------------------------------- | --------------------- |
| "Girlfriend Ringtone"                | -                                   | -                                   | TBA (álbum cancelado) |
| "Hey Lil Mama" (featuring Lil Twist) | -                                   | -                                   | TBA (álbum cancelado) |
| "Goodie Goodie" (featuring Big Sean) | -                                   | -                                   | TBA (álbum cancelado) |
| "I Like That Ft Phreshy"             | -                                   | -                                   |                       |
| "Give Me A Chance"                   | -                                   | -                                   |                       |
| "Everybody Needs Some Love"          | -                                   | -                                   |                       |
| "Really Real"                        | -                                   | -                                   |                       |
| "Skywalker"                          | -                                   | -                                   |                       |
| "First Date"                         | -                                   | -                                   |                       |
| "Love On The Run"                    | -                                   | -                                   |                       |
| "Just Like Ice Cream"                | -                                   | -                                   |                       |

### Outras aparições
| Ano  | Canção              | Artista(s)         | Álbum            |
| ---- | ------------------- | ------------------ | ---------------- |
| 2009 | "We Have a Problem" | Diggy Simmons      | The First Flight |
| 2009 | "Be My Baby"        | Diggy Simmons      | The First Flight |
| 2011 | "If You Only Knew"  | Lil Twist          | The Golden Child |
| 2011 | "Wait On Me"        | Lil Twist          | The Golden Child |
| 2011 | "#1812"             | Lil Twist, Lil' Za | The Golden Child |
| 2011 | "Over Again"        | Lil Twist          | —                |